# Женская Лига чемпионов ЕКВ 2018/2019
19-й розыгрыш женской Лиги чемпионов ЕКВ (59-й с учётом Кубка европейских чемпионов) проходил с 10 октября 2018 по 18 мая 2019 года с участием 27 клубных команд из 15 стран-членов Европейской конфедерации волейбола. Победителем турнира впервые стала итальянская команда «Игор Горгондзола» (Новара).

## Система квалификации
Розыгрыш Лиги 2018/2019 годов состоял из квалификационного раунда и основного турнира (групповой этап и плей-офф). Заявить по одной команде в квалификационный раунд получили возможность все страны-члены Европейской конфедерации волейбола. В квалификации разыгрывались 2 путёвки в групповой этап. 18 команд получили места в групповом этапе минуя квалификацию. Эти 18 мест распределены по рейтингу ЕКВ на 2019 год, учитывающему результаты выступлений клубных команд стран-членов ЕКВ в Лиге чемпионов на протяжении трёх сезонов (2015/2016—2017/2018). Согласно ему прямое представительство в Лиге получили клубы из 8 стран: Турция, Италия, Россия (все по 3 команды), Польша, Азербайджан, Франция (все по 2 команды), Швейцария, Румыния, Германия, Сербия, Чехия (все по 1 команде). После отказа от участия представителей Азербайджана и Швейцарии вакантные места были переданы Белоруссии, Болгарии и Финляндии.
Возможностью заявить по одной команде в квалификационный раунд воспользовались 14 стран: Польша, Франция, Румыния, Германия, Чехия, Венгрия, Босния и Герцеговина, Нидерланды, Австрия.

## Команды-участницы

### Основной турнир
| Страна     | Команда                                |                                    |
| ---------- | -------------------------------------- | ---------------------------------- |
| Турция     | «Вакыфбанк» (Стамбул)                  | Чемпион Турции 2018                |
| Турция     | «Эджзаджибаши» (Стамбул)               | 2-й призёр чемпионата Турции 2018  |
| Турция     | «Фенербахче» (Стамбул)                 | 3-й призёр чемпионата Турции 2018  |
| Италия     | «Имоко Воллей» (Конельяно)             | Чемпион Италии 2018                |
| Италия     | «Игор Горгондзола» (Новара)            | 2-й призёр чемпионата Италии 2018  |
| Италия     | «Савино Дель Бене» (Скандиччи)         | 3-й призёр чемпионата Италии 2018  |
| Россия     | «Динамо» (Москва)                      | Чемпион России 2018                |
| Россия     | «Динамо-Казань» (Казань)               | 2-й призёр чемпионата России 2018  |
| Россия     | «Уралочка-НТМК» (Свердловская область) | 3-й призёр чемпионата России 2018  |
| Польша     | «Хемик» (Полице)                       | Чемпион Польши 2018                |
| Польша     | ЛКС (Лодзь)                            | 2-й призёр чемпионата Польши 2018  |
| Польша     | «Будовляни» (Лодзь)                    | по итогам квалификации             |
| Франция    | «Безье» (Безье)                        | Чемпион Франции 2018               |
| Франция    | «Расинг Клуб де Канн» (Канны)          | 2-й призёр чемпионата Франции 2018 |
| Румыния    | «Букурешть» (Бухарест)                 | Чемпион Румынии 2018               |
| Германия   | «Шверинер-Палмберг» (Шверин)           | Чемпион Германии 2018              |
| Германия   | «Альянц-МТВ» (Штутгарт)                | по итогам квалификации             |
| Белоруссия | «Минчанка» (Минск)                     | Чемпион Белоруссии 2018            |
| Болгария   | «Марица» (Пловдив)                     | Чемпион Болгарии 2018              |
| Финляндия  | ХПК (Хяменлинна)                       | Чемпион Финляндии 2018             |

### Квалификация
| Страна               | Команда                            |                                     |
| -------------------- | ---------------------------------- | ----------------------------------- |
| Польша               | «Будовляни» (Лодзь)                | 3-й призёр чемпионата Польши 2018   |
| Франция              | «АСПТТ Мюлуз» (Мюлуз)              | 2-й призёр чемпионат Франции 2016   |
| Румыния              | «Альба-Блаж» (Блаж)                | 2-й призёр чемпионата Румынии 2018  |
| Германия             | «Альянц» (Штутгарт)                | 2-й призёр чемпионата Германии 2018 |
| Чехия                | «Оломоуц» (Оломоуц)                | 2-й призёр чемпионата Чехии 2018    |
| Венгрия              | «Светельски-Бекешчаба» (Бекешчаба) | Чемпион Венгрии 2018                |
| Босния и Герцеговина | «Бимал-Единство» (Брчко)           | Чемпион Боснии и Герцеговины 2018   |
| Нидерланды           | «Слидрехт Спорт» (Слидрехт)        | Чемпион Нидерландов 2017            |
| Австрия              | «Холдинг Грац» (Грац)              | Чемпион Австрии 2018                |

## Система проведения розыгрыша
С квалификационного раунда в розыгрыше участвовали 9 команд. Во всех стадиях квалификации (всего три) применяется система плей-офф, то есть команды делятся на пары и проводят между собой по два матча с разъездами. Победителем пары выходит команда, одержавшая две победы. В случае равенства побед победителем становится команда, набравшая в рамках двухматчевой серии большее количество очков (за победу 3:0 и 3:1 даётся 3 очка, за победу 3:2 — 2 очка, за поражение 2:3 — 1, за поражение 1:3 и 0:3 очки не начисляются). Если обе команды при этом набрали одинаковое количество очков, то назначается дополнительный («золотой») сет, победивший в котором выходит в следующий раунд соревнований. Команды, победившие в матчах 3-го раунда квалификации вышли в основной турнир Лиги. Команды не прошедшие квалификацию получили возможность стартовать в розыгрыше Кубка ЕКВ.
Основной турнир состоит из предварительного этапа и плей-офф. На предварительном этапе 20 команд-участниц разбиты на 5 групп. В группах команды играют с разъездами в два круга. Приоритетом при распределении мест в группах является общее количество побед, затем число набранных очков, соотношение выигранных и проигранных партий, соотношение мячей, результаты личных встреч. За победы со счётом 3:0 и 3:1 команды получают по 3 очка, за победы 3:2 — по 2 очка, за поражения 2:3 — по 1 очку, за поражения 0:3 и 1:3 очки не начисляются. В четвертьфинал плей-офф выходят победители групп и три команды из пяти, имеющие лучшие показатели среди занявших вторые места.
8 команд-участниц четвертьфинала плей-офф делятся на пары и проводят между собой по два матча с разъездами. Победителем пары выходит команда, одержавшая две победы. В случае равенства побед победителем становится команда, набравшая в рамках двухматчевой серии большее количество очков, система начисления которых аналогична применяемой на предварительном этапе и в квалификации. Если обе команды при этом набрали одинаковое количество очков, то назначается дополнительный («золотой») сет, победивший в котором выходит в полуфинал. Система полуфинала плей-офф аналогично четвертьфиналу. Победители полуфинальных пар выходят в финал.
Финал состоит из одного матча, который будет проведён на нейтральной поле.
Жеребьёвка предварительного этапа основного турнира прошла в Будапеште 2 ноября 2018 года . По её результатам были сформированы 5 групп предварительного этапа основного турнира (в таблицах приведён состав групп с учётом результатов квалификации).
| Группа A                                                                 | Группа B                                                                                      | Группа С                                                                                 |
| ------------------------------------------------------------------------ | --------------------------------------------------------------------------------------------- | ---------------------------------------------------------------------------------------- |
| «Вакыфбанк» Стамбул «Безье» Безье «Марица» Пловдив «Альянц-МТВ» Штутгарт | «Эджаджибаши» Стамбул «Динамо-Казань» Казань «Уралочка-НТМК» Свердловская обл. ХПК Хяменлинна | «Игор Горгондзола» Новара «Расинг Клуб де Канн» Канны «Минчанка» Минск «Будовляни» Лодзь |

| Группа D                                                                                   | Группа E                                                                 |
| ------------------------------------------------------------------------------------------ | ------------------------------------------------------------------------ |
| «Имоко Воллей» Конельяно «Савино Дель Бене» Скандиччи «Шверинер-Палмберг» Шверин ЛКС Лодзь | «Фенербахче» Стамбул «Динамо» Москва «Хемик» Полице «Букурешть» Бухарест |

## Квалификация

### 1-й раунд
10/ 17.10.2018
 «Холдинг» (Грац) —  «Слидрехт Спорт» (Слидрехт)
10 октября. 0:3 (13:25, 14:25, 17:25).
17 октября. 0:3 (12:25, 9:25, 14:25).

### 2-й раунд
23-25/ 30-31.10.2018
 «Оломоуц» (Оломоуц) —  «Альба-Блаж» (Блаж)
24 октября. 2:3 (25:23, 16:25, 24:26, 27:25, 13:15).
30 октября. 0:3 (25:27, 20:25, 23:25).
 «Слидрехт Спорт» (Слидрехт) —  «Альянц-МТВ» (Штутгарт)
24 октября. 0:3 (14:25, 22:25, 19:25).
31 октября. 0:3 (7:25, 12:25, 22:25).
 «Бимал-Единство» (Брчко) —  «АСПТТ Мюлуз» (Мюлуз)
23 октября. 1:3 (15:25, 18:25, 29:27, 19:25).
31 октября. 0:3 (21:25, 20:25, 23:25).
 «Светельски-Бекешчаба» (Бекешчаба) —  «Будовляни» (Лодзь)
25 октября. 1:3 (25:20, 22:25, 23:25, 18:25).
31 октября. 0:3 (23:25, 20:25, 17:25).

### 3-й раунд
7/ 13.11.2018
 «Альба-Блаж» (Блаж) —  «Альянц-МТВ» (Штутгарт)
7 ноября. 3:1 (25:18, 25:20, 17:25, 28:26).
13 ноября. 0:3 (19:25, 17:25, 11:25). «Золотой» сет — 7:15.
 «Будовляни» (Лодзь) —  «АСПТТ Мюлуз» (Мюлуз) 
7 ноября. 3:1 (27:25, 29:27, 22:25, 25:17).
13 ноября. 3:2 (23:25, 25:23, 16:25, 25:18, 15:11).

### Итоги
2 победителя 3-го раунда квалификации («Альянс-МТВ» и «Будовляни») вышли в основной турнир Лиги чемпионов. Все остальные команды, участвовавшие в квалификации, включены в розыгрыш Кубка ЕКВ.

## Предварительный этап
20 ноября 2018 — 26 февраля 2019

### Группа А
| М | Команда               | 1       | 2       | 3       | 4       | И | В | П | С/П  | О  |
| - | --------------------- | ------- | ------- | ------- | ------- | - | - | - | ---- | -- |
| 1 | «Вакыфбанк» Стамбул   |         | 3:1 3:0 | 3:0     | 3:0     | 6 | 6 | 0 | 18:1 | 18 |
| 2 | «Альянц-МТВ» Штутгарт | 1:3 0:3 |         | 3:0     | 3:1     | 6 | 4 | 2 | 13:8 | 12 |
| 3 | «Безье» .             | 0:3     | 0:3     |         | 3:0 1:3 | 6 | 1 | 5 | 4:15 | 3  |
| 4 | «Марица» Пловдив      | 0:3     | 1:3     | 0:3 3:1 |         | 6 | 1 | 5 | 5:16 | 3  |

20.11: Безье — Марица 3:0 (25:17, 25:12, 25:20).
22.11: Вакыфбанк — Альянц-МТВ 3:1 (25:13, 20:25, 25:19, 25:17).
19.12: Альянц-МТВ — Безье 3:0 (25:16, 25:16, 25:20).
20.12: Марица — Вакыфбанк 0:3 (16:25, 16:25, 21:25).
23.01: Безье — Вакыфбанк 0:3 (24:26, 19:25, 14:25).
23.01: Альянц-МТВ — Марица 3:1 (25:15, 25:21, 23:25, 25:19).
6.02: Вакыфбанк — Марица 3:0 (25:19, 25:17, 25:19).
6.02: Безье — Альянц-МТВ 0:3 (19:25, 20:25, 16:25).
20.02: Альянц-МТВ — Вакыфбанк 0:3 (23:25, 18:25, 18:25).
20.02: Марица — Безье 3:1 (25:15, 19:25, 25:15, 25:16).
26.02: Вакыфбанк — Безье 3:0 (25:10, 25:18, 25:16).
26.02: Марица — Альянц-МТВ 1:3 (24:26, 19:25, 25:22, 22:25).

### Группа B
| М | Команда                           | 1       | 2       | 3       | 4       | И | В | П | С/П   | О  |
| - | --------------------------------- | ------- | ------- | ------- | ------- | - | - | - | ----- | -- |
| 1 | «Эджзаджибаши» Стамбул            |         | 3:1 3:0 | 3:0 3:2 | 3:0     | 6 | 6 | 0 | 18:3  | 17 |
| 2 | «Динамо-Казань» Казань            | 1:3 0:3 |         | 2:3 3:0 | 3:0     | 6 | 3 | 3 | 12:9  | 10 |
| 3 | «Уралочка-НТМК» Свердловская обл. | 0:3 2:3 | 3:2 0:3 |         | 3:0 3:2 | 6 | 3 | 3 | 11:13 | 8  |
| 4 | ХПК Хяменлинна                    | 0:3     | 0:3     | 0:3 2:3 |         | 6 | 0 | 6 | 2:18  | 1  |

20.11: Динамо-Казань — ХПК 3:0 (25:12, 25:13, 25:10).
21.11: Эджзаджибаши — Уралочка-НТМК 3:0 (25:16, 25:17, 25:21).
18.12: Уралочка-НТМК — Динамо-Казань 3:2 (23:25, 17:25, 25:17, 26:24, 15:5).
19.12: ХПК — Эджзаджибаши 0:3 (11:25, 20:25, 16:25).
22.01: Динамо-Казань — Эджзаджибаши 1:3 (16:25, 16:25, 25:22, 22:25).
24.01: Уралочка-НТМК — ХПК 3:0 (25:19, 25:21, 25:15).
5.02: Эджзаджибаши — ХПК 3:0 (25:17, 25:7, 25:20).
5.02: Динамо-Казань — Уралочка-НТМК 3:0 (25:19, 25:17, 25:21).
19.02: ХПК — Динамо-Казань 0:3 (19:25, 18:25, 19:25).
20.02: Уралочка-НТМК — Эджзаджибаши 2:3 (20:25, 22:25, 25:19, 25:22, 8:15).
26.02: Эджзаджибаши — Динамо-Казань 3:0 (25:21, 25:18, 25:17).
26.02: ХПК — Уралочка-НТМК 2:3 (25:19, 25:21, 21:25, 20:25, 5:15).

### Группа C
| М | Команда                     | 1   | 2       | 3       | 4       | И | В | П | С/П  | О  |
| - | --------------------------- | --- | ------- | ------- | ------- | - | - | - | ---- | -- |
| 1 | «Игор Горгондзола» Новара   |     | 3:0     | 3:0     | 3:0     | 6 | 6 | 0 | 18:0 | 18 |
| 2 | «Будовляни» Лодзь           | 0:3 |         | 3:0 3:2 | 3:0 3:1 | 6 | 4 | 2 | 12:9 | 11 |
| 3 | «Расинг Клуб де Канн» Канны | 0:3 | 0:3 2:3 |         | 3:0 1:3 | 6 | 1 | 5 | 6:15 | 4  |
| 4 | «Минчанка» Минск            | 0:3 | 0:3 1:3 | 0:3 3:1 |         | 6 | 1 | 5 | 4:16 | 3  |

21.11: РК де Канн — Минчанка 3:0 (25:20, 25:19, 25:18).
22.11: Игор Горгондзола — Будовляни 3:0 (25:19, 25:19, 25:20).
19.12: Минчанка — Игор Горгондзола 0:3 (19:25, 32:34, 16:25).
20.12: Будовляни — РК де Канн 3:0 (25:23, 25:23, 30:28).
22.01: РК де Канн — Игор Горгондзола 0:3 (15:25, 17:25, 19:25).
23.01: Будовляни — Минчанка 3:0 (25:22, 25:21, 26:24).
5.02: РК де Канн — Будовляни 2:3 (25:18, 23:25, 25:22, 18:25, 8:15).
7.02: Игор Горгондзола — Минчанка 3:0 (25:16, 25:13, 25:19).
19.02: Будовляни — Игор Горгондзола 0:3 (19:25, 16:25, 11:25).
21.02: Минчанка — РК де Канн 3:1 (44:46, 25:21, 25:19, 25:18).
26.02: Игор Горгондзола — РК де Канн 3:0 (25:20, 25:18, 25:15).
26.02: Минчанка — Будовляни 1:3 (19:25, 19:25, 25:18, 21:25).

### Группа D
| М | Команда                      | 1       | 2       | 3       | 4       | И | В | П | С/П   | О  |
| - | ---------------------------- | ------- | ------- | ------- | ------- | - | - | - | ----- | -- |
| 1 | «Савино Дель Бене» Скандиччи |         | 2:3 3:2 | 3:0 1:3 | 3:0     | 6 | 4 | 2 | 15:8  | 12 |
| 2 | «Имоко Воллей» Конельяно     | 3:2 2:3 |         | 0:3 3:2 | 3:0     | 6 | 4 | 2 | 14:10 | 11 |
| 3 | «Шверинер-Палмберг» Шверин   | 0:3 3:1 | 3:0 2:3 |         | 1:3 3:1 | 6 | 3 | 3 | 12:11 | 10 |
| 4 | ЛКС Лодзь                    | 0:3     | 0:3     | 3:1 1:3 |         | 6 | 1 | 5 | 4:16  | 3  |

20.11: ЛКС — Шверинер-Палмберг 3:1 (25:18, 25:23, 14:25, 25:17).
21.11: Имоко Воллей — Савино Дель Бене 3:2 (25:21, 24:26, 25:12. 23:25, 15:10).
18.12: Шверинер-Палмберг — Имоко Воллей 3:0 (36:34, 25:19, 25:22).
20.12: Савино Дель Бене — ЛКС 3:0 (25:10, 25:23, 25:23).
22.01: ЛКС — Имоко Воллей 0:3 (20:25, 15:25, 17:25).
23.01: Савино Дель Бене — Шверинер-Палмберг 3:0 (25:16, 28:26, 25:17).
5.02: ЛКС — Савино Дель Бене 0:3 (21:25, 22:25, 17:25).
6.02: Имоко Воллей — Шверинер-Палмберг 3:2 (23:25, 24:26, 25:19, 25:19, 15:7).
19.02: Шверинер-Палмберг — ЛКС 3:1 (23:25, 25:21, 25:18, 25:17).
20.02: Савино Дель Бене — Имоко Воллей 3:2 (15:25, 25:22, 25:23, 20:25, 15:9).
26.02: Имоко Воллей — ЛКС 3:0 (25:10, 25:12, 25:15).
26.02: Шверинер-Палмберг — Савино Дель Бене 3:1 (16:25, 25:23, 25:23, 25:13).

### Группа E
| М | Команда              | 1       | 2       | 3       | 4       | И | В | П | С/П  | О  |
| - | -------------------- | ------- | ------- | ------- | ------- | - | - | - | ---- | -- |
| 1 | «Фенербахче» Стамбул |         | 3:1 2:3 | 3:0 3:1 | 3:0     | 6 | 5 | 1 | 17:5 | 16 |
| 2 | «Динамо» Москва      | 1:3 3:2 |         | 3:0 3:1 | 3:2 3:1 | 6 | 5 | 1 | 16:9 | 13 |
| 3 | «Букурешть» Бухарест | 0:3 1:3 | 0:3 1:3 |         | 3:1 2:3 | 6 | 1 | 5 | 7:16 | 4  |
| 4 | «Хемик» Полице       | 0:3     | 2:3 1:3 | 1:3 3:2 |         | 6 | 1 | 5 | 7:17 | 3  |

21.11: Динамо — Фенербахче 1:3 (17:25, 25:17, 18:25, 11:25).
22.11: Хемик — Букурешть 1:3 (19:25, 16:25, 25:16, 22:25.
19.12: Фенербахче — Хемик 3:0 (25:12, 25:16, 25:22).
20.12: Букурешть — Динамо 0:3 (21:25, 27:29, 27:29).
23.01: Фенербахче — Букурешть 3:0 (25:18, 25:19, 25:22).
24.01: Хемик — Динамо 2:3 (25:16, 16:25, 21:25, 25:19, 5:15).
6.02: Динамо — Букурешть 3:1 (25:18, 25:20, 14:25, 25:15).
6.02: Хемик — Фенербахче 0:3 (24:26, 20:25, 15:25).
20.02: Фенербахче — Динамо 2:3 (25:23, 12:25, 25:23, 24:26, 15:17).
20.02: Букурешть — Хемик 2:3 (25:17, 23:25, 25:16, 21:25, 8:15).
26.02: Динамо — Хемик 3:1 (25:20, 25:17, 22:25, 25:21).
26.02: Букурешть — Фенербахче 1:3 (11:25, 25:21, 19:25, 14:25).

### Итоги
По итогам предварительного этапа в четвертьфинал плей-офф вышли победители групп («Вакыфбанк», «Эджзаджибаши», «Игор Горгондзола», «Савино Дель Бене», «Фенербахче») и три лучшие команды из числа занявших в группах вторые места («Альянц-МТВ», «Имоко Воллей», «Динамо» Москва).

## Четвертьфинал
12—13/ 19—21 марта 2019.
 «Альянц-МТВ» (Штутгарт) —  «Игор Горгондзола» (Новара)
12 марта. 1:3 (19:25, 24:26, 25:19, 20:25).
21 марта. 2:3 (14:25, 22:25, 25:16, 25:18, 14:16).
 «Динамо» (Москва) —  «Вакыфбанк» (Стамбул)
13 марта. 3:2 (20:25, 25:23, 25:22, 21:25, 15:13).
20 марта. 0:3 (19:25, 16:25, 8:25).
 «Савино Дель Бене» (Скандиччи) —  «Фенербахче» (Стамбул)
13 марта. 1:3 (19:25, 25:23, 19:25, 21:25).
19 марта. 2:3 (25:19, 28:26, 22:25, 17:25, 8:15).
 «Имоко Воллей» (Конельяно) —  «Эджзаджибаши» (Стамбул)
13 марта. 0:3 (21:25, 25:27, 22:25).
19 марта. 3:1 (25:21, 25:23, 21:25, 25:21). «Золотой» сет — 15:10.

## Полуфинал
2—4/ 9—10 апреля 2019.
 «Вакыфбанк» (Стамбул) —  «Игор Горгондзола» (Новара)
4 апреля. 0:3 (17:25, 25:27, 15:25).
10 апреля. 3:1 (25:23, 25:20, 15:25, 25:21). «Золотой» сет — 14:16.
 «Имоко Воллей» (Конельяно) —  «Фенербахче» (Стамбул)
2 апреля. 3:0 (25:21, 25:23, 26:24).
9 апреля. 3:0 (25:18, 25:22, 28:26).

## Финал
| 18 мая 2019 | \| «Игор Горгондзола» (Новара) \| 3:1 cev.eu \| «Имоко Воллей» (Конельяно) \| \| Кристина Кирикелла (7) Лорен Карлини (4) Мишель Барч-Хакли (21) Стефана Велькович (5) Паола Эгону (27) Франческа Пиччинини (3) Стефания Сансонна (либеро) Джорджия Дзаннони Паула-Ямила Низетич Летиция Камера Селесте Плак Эрблира Бици (1) \| Голы \| Йоанна Волош (4) Мириам Силла (4) Анна Данези (12) Саманта Фабрис (1) Кимберли Хилл (10) Робин де Крёйф (11) Моника Де Дженнаро (либеро) Гая Моретто (либеро) Карста Лоу (16) Элеонора Ферсино Марта Бекис Валентина Тироцци \| | Берлин Спорткомплекс имени Макса Шмелинга 9200 зрителей |
| Счёт по партиям — 25:18, 25:17, 14:25, 25:22. Время матча — 1 час 42 минуты. Судьи: Сусана Родригес Хатива, Соня Симоновска. | | |
| «Игор Горгондзола» (Новара) | 3:1 cev.eu | «Имоко Воллей» (Конельяно) |
| Кристина Кирикелла (7) Лорен Карлини (4) Мишель Барч-Хакли (21) Стефана Велькович (5) Паола Эгону (27) Франческа Пиччинини (3) Стефания Сансонна (либеро) Джорджия Дзаннони Паула-Ямила Низетич Летиция Камера Селесте Плак Эрблира Бици (1) | Голы | Йоанна Волош (4) Мириам Силла (4) Анна Данези (12) Саманта Фабрис (1) Кимберли Хилл (10) Робин де Крёйф (11) Моника Де Дженнаро (либеро) Гая Моретто (либеро) Карста Лоу (16) Элеонора Ферсино Марта Бекис Валентина Тироцци |

## Итоги

### Положение команд
| «Игор Горгондзола» (Новара) |
| «Имоко Воллей» (Конельяно)  |

### Призёры
«Игор Горгондзола» (Новара): Лорен Карлини, Федерика Стуфи, Летиция Камера, Селесте Плак, Паула-Ямила Низетич, Федерика Пьячентини, Кристина Кирикелла, Стефания Сансонна, Франческа Пиччинини, Эрблира Бици, Мишель Барч-Хакли, Джорджия Дзаннони, Стефана Велькович, Паола Эгону. Главный тренер — Массимо Барболини.
  «Имоко Воллей» (Конельяно): Марта Бекис, Робин де Крёйф, Рафаэла Фолье, Элеонора Ферсино, Карста Лоу, Моника Де Дженнаро, Анна Данези, Саманта Фабрис, Йоанна Волош, Кимберли Хилл, Валентина Тироцци, Мириам Силла, Гая Моретто. Главный тренер — Даниэле Сантарелли.

### Индивидуальные призы
- MVP финала

Паола Эгону («Игор Горгондзола»)